# Lukas Faesch
Lukas Faesch (* 2. Dezember 1956) ist ein Schweizer Jurist und Politiker (LDP).

## Leben und Wirken
Lukas Faesch studierte an der Universität Basel Rechtswissenschaften und schloss das Studium 1984 mit einer Promotion zum Arbeitszeugnis im schweizerischen Arbeitsvertragsrecht ab.  Er arbeitete nach dem Studium zunächst als selbständiger Advokat und zwischen 2004 und 2013 als Gerichtspräsident am Strafgericht Basel-Stadt.
Seit 2001 ist er Mitglied des Basler Bürgerrats (Präsident des Amtsjahrs 2020/2021), der Exekutive der Bürgergemeinde der Stadt Basel. In dieser Funktion ist er seit 2005 auch Präsident der Kommission der Christoph Merian Stiftung.
Seit 1. Februar 2021 ist er Mitglied des Grossen Rats des Kantons Basel-Stadt. Er gehört der Fraktion LDP an und vertritt diese in der Geschäftsprüfungskommission.
Faesch ist Meister E.E. Zunft zu Hausgenossen, Präsident der Rekurskommission der evangelisch-reformierten Kirche von Basel-Stadt, Mitglied des Johanniterordens (2014 bis 2019 Leiter der Subkommende Basel) sowie Stiftungsrat der Trinum Stiftung für Trinationalen Umweltschutz.